# 얼음 VI

물의 위상 다이어그램

얼음 VI(Ice VI)는 약 1GPa(= 10,000bar) 정도의 고압과 130~355Kelvin(-143°C~82°C) 범위의 온도에서 존재하는 얼음의 한 형태이다. 우측에 보이는 물의 위상 다이어그램도 참조할 것. 이 얼음의 발견과 다른 고압 형태의 물에 대한 발견은 1912년 1월 퍼시 윌리엄스 브리지먼에 의해 출판되었다.
이 얼음은 타이탄의 내부 층 중 하나의 일부이다.